# Diaspidiotus kaussari
Diaspidiotus kaussari är en insektsart som beskrevs av Alfred Serge Balachowsky 1950. Diaspidiotus kaussari ingår i släktet Diaspidiotus och familjen pansarsköldlöss.
Artens utbredningsområde är Iran. Inga underarter finns listade i Catalogue of Life.